# Sorokino (obwód tiumeński)
Sorokino (ros. Сорокино) – wieś (sieło) w Rosji, w obwodzie tiumeńskim, w rejonie jarkowskim. W 2010 liczyła 428 mieszkańców.